# Angela Beadle
Angela Beadle (ur. 9 sierpnia 1993 w Austin) – amerykańska koszykarka występująca na pozycji środkowej, obecnie zawodniczka Elazig Il Ozel Idare.
7 czerwca 2016 została zawodniczką Cosinus Widzewa Łódź. 2 sierpnia 2017 podpisała umowę z zespołem Elazig Il Ozel Idare, występującym w II lidze tureckiej (TKBL).

## Osiągnięcia
Stan na 6 stycznia 2017, na podstawie, o ile nie zaznaczono inaczej.
NCAA
- Mistrzyni:
  - sezonu regularnego konferencji Southland (2013)
  - dywizji zachodniej konferencji Southland (2012)
- Wicemistrzyni turnieju konferencji Southland (2013, 2016)
- MVP turnieju konferencji Southland (2016)
- Zaliczona do:
  - I składu turnieju konferencji Southland (2013, 2016)
  - II składu konferencji Southland (2014, 2016)